# Ceratostigma
Ceratostigma, auch Hornnarbe oder Bleiwurz genannt, ist eine Pflanzengattung in der Familie der Bleiwurzgewächse (Plumbaginaceae). Sieben der acht Arten sind in Asien verbreitet, nur eine kommt in Ostafrika vor.

## Beschreibung

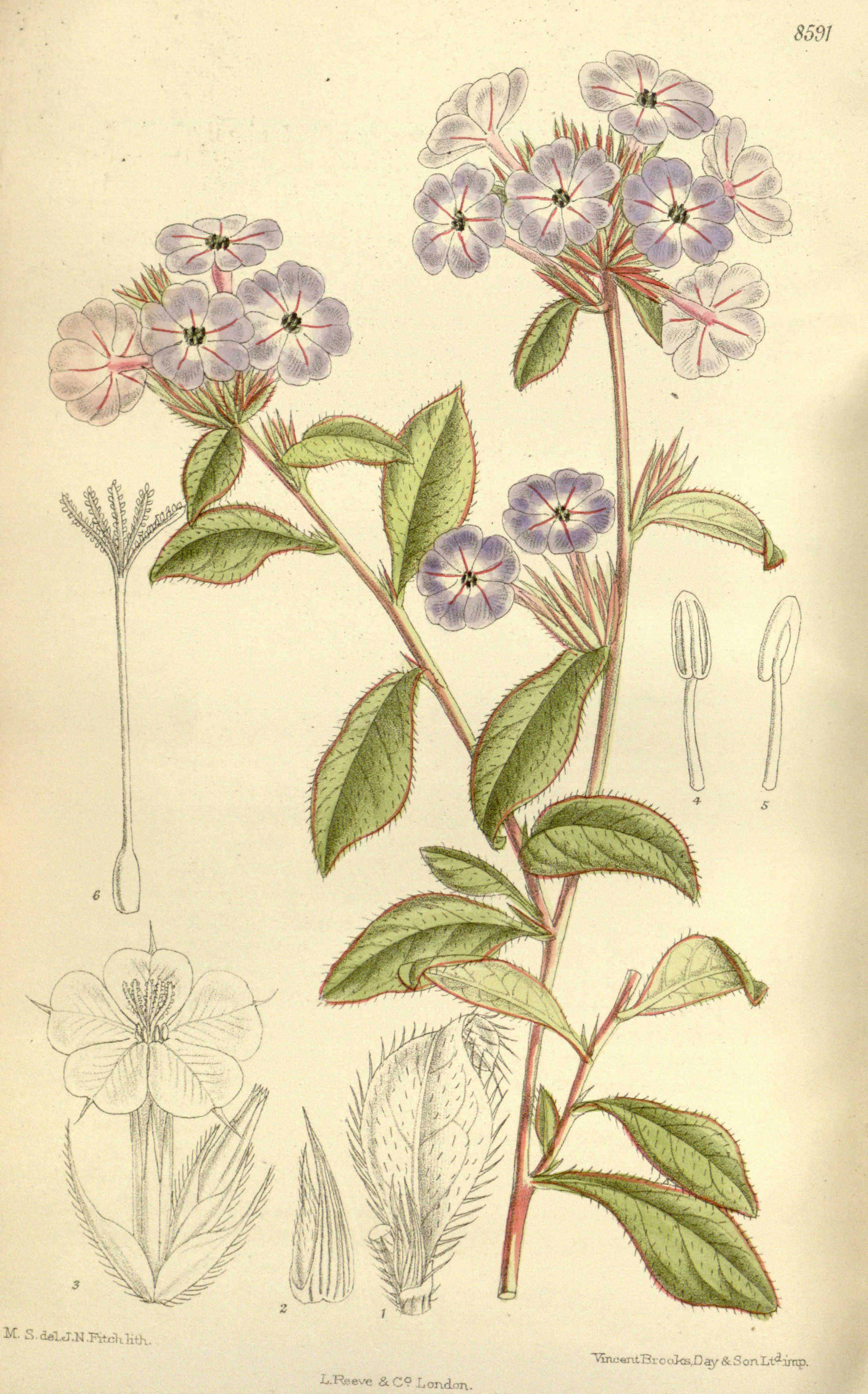
Illustration von Ceratostigma willmottianum

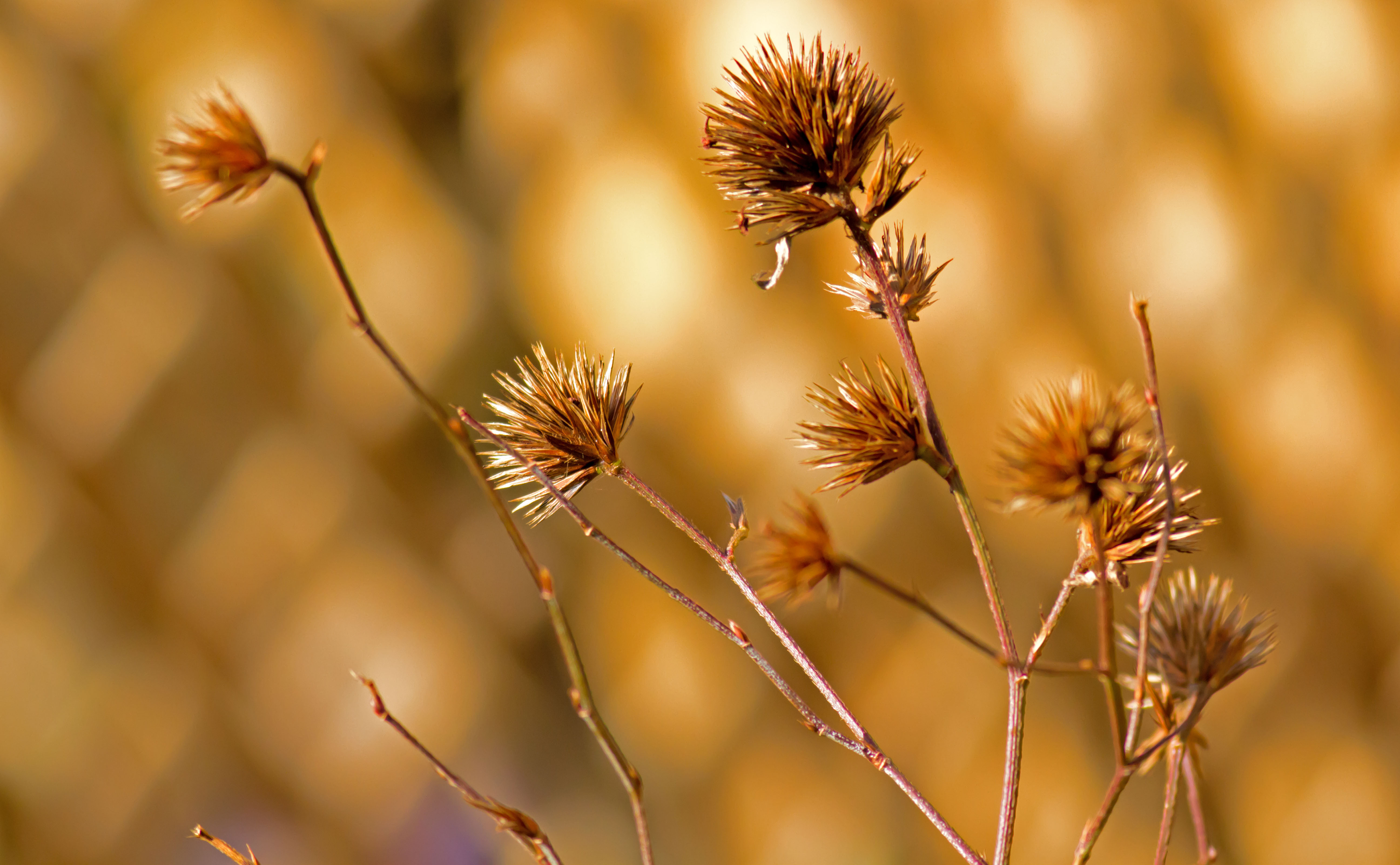
Fruchtstände von Ceratostigma willmottianum

### Erscheinungsbild und Blätter
Ceratostigma-Arten sind Sträucher, Halbsträucher oder ausdauernde krautige Pflanzen, die meist Wuchshöhen von 2 Metern erreichen. Es gibt Arten, die Spreizklimmer sind. Meist sind die alle oberirdischen Pflanzenteile behaart. Die wechselständigen, einfachen Laubblätter sind meist behaart und die Blattränder besitzen eingekrümmte Haare.

### Blütenstände, Blüten und Früchte
In den end- oder seitenständigen, mehr oder weniger kopfigen Blütenständen stehen meist zwei bis viele Ährchen zusammen, die jeweils meist nur eine Blüte enthalten. Es sind krautige Tragblätter und unter jeder Blüte zwei krautige Deckblätter vorhanden.
Die zwittrigen Blüten sind fünfzählig mit doppelter Blütenhülle. Die fünf behaarten Kelchblätter sind röhrig verwachsen und sind auch noch beim Reifen der Früchte vorhanden. Die fünf Kronblätter sind röhrig verwachsen und breiten sich oben tellerförmig aus mit verkehrt-eiförmigen bis verkehrt-deltaförmigen Kronzipfeln. Die Kronzipfel haben leuchtende Farben (meist blau). Der Griffel ist oben fünfästig.

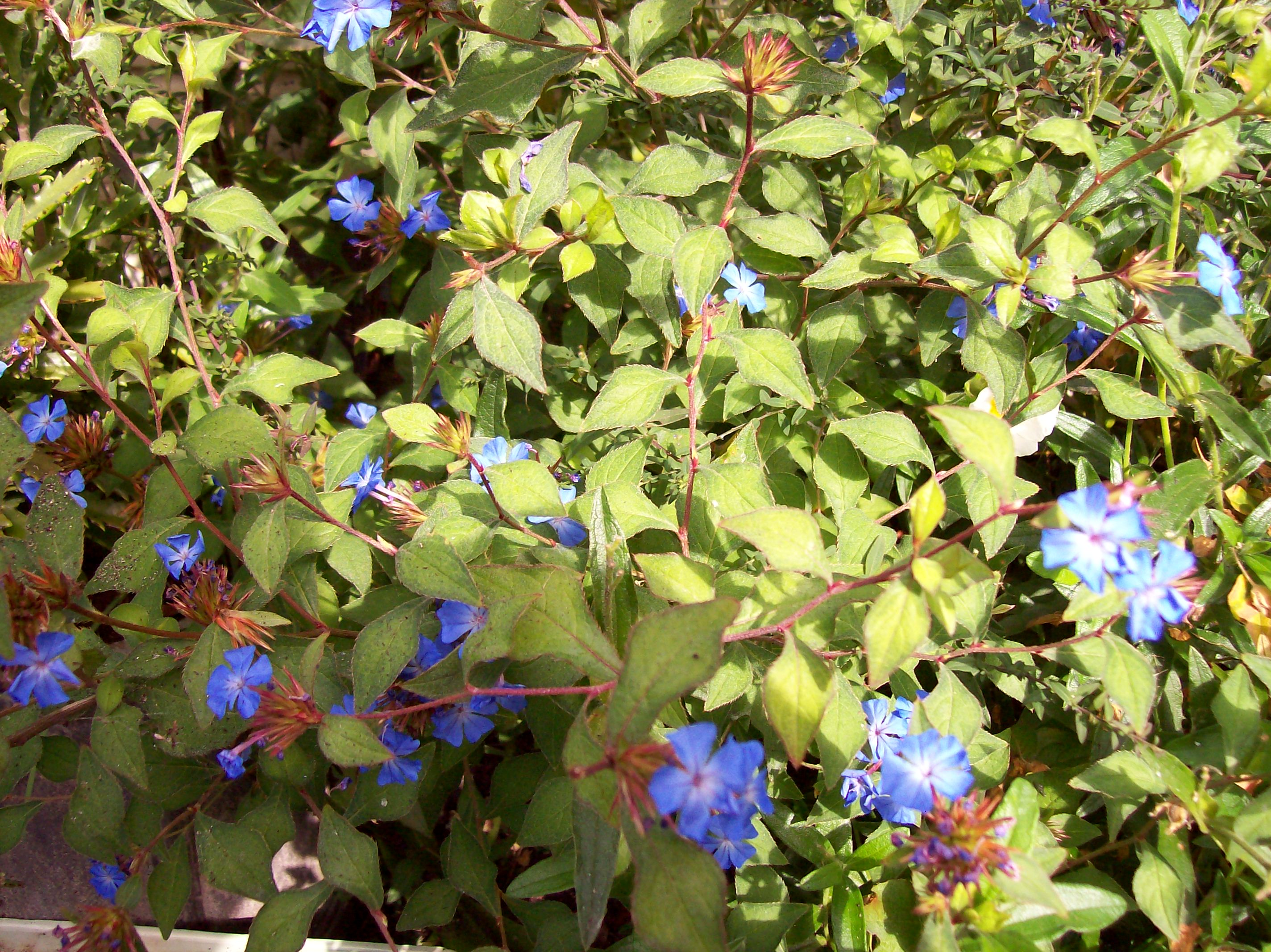
Habitus, Laubblätter und Blütenstände von Ceratostigma griffithii

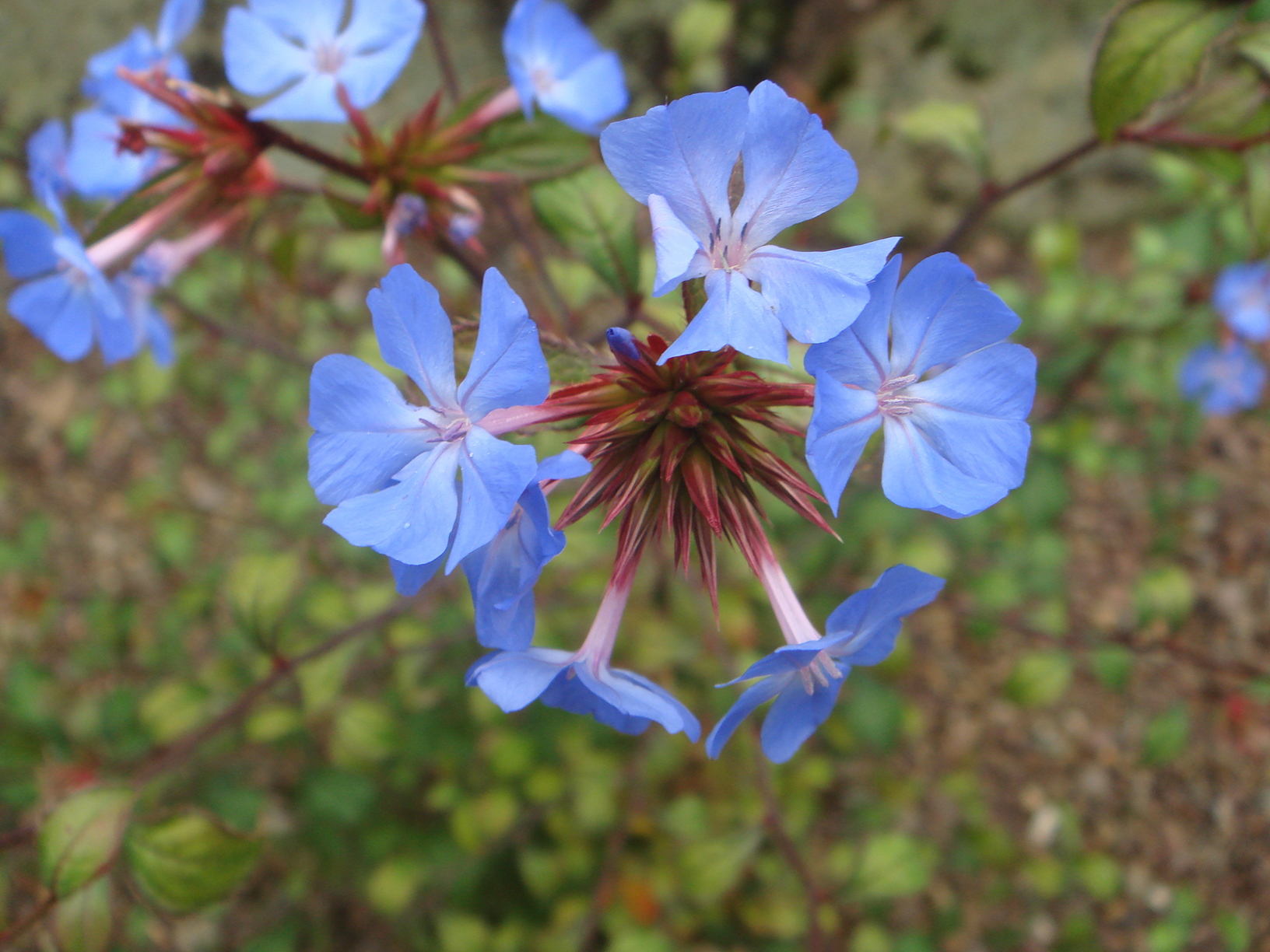
Blütenstand von Ceratostigma minus

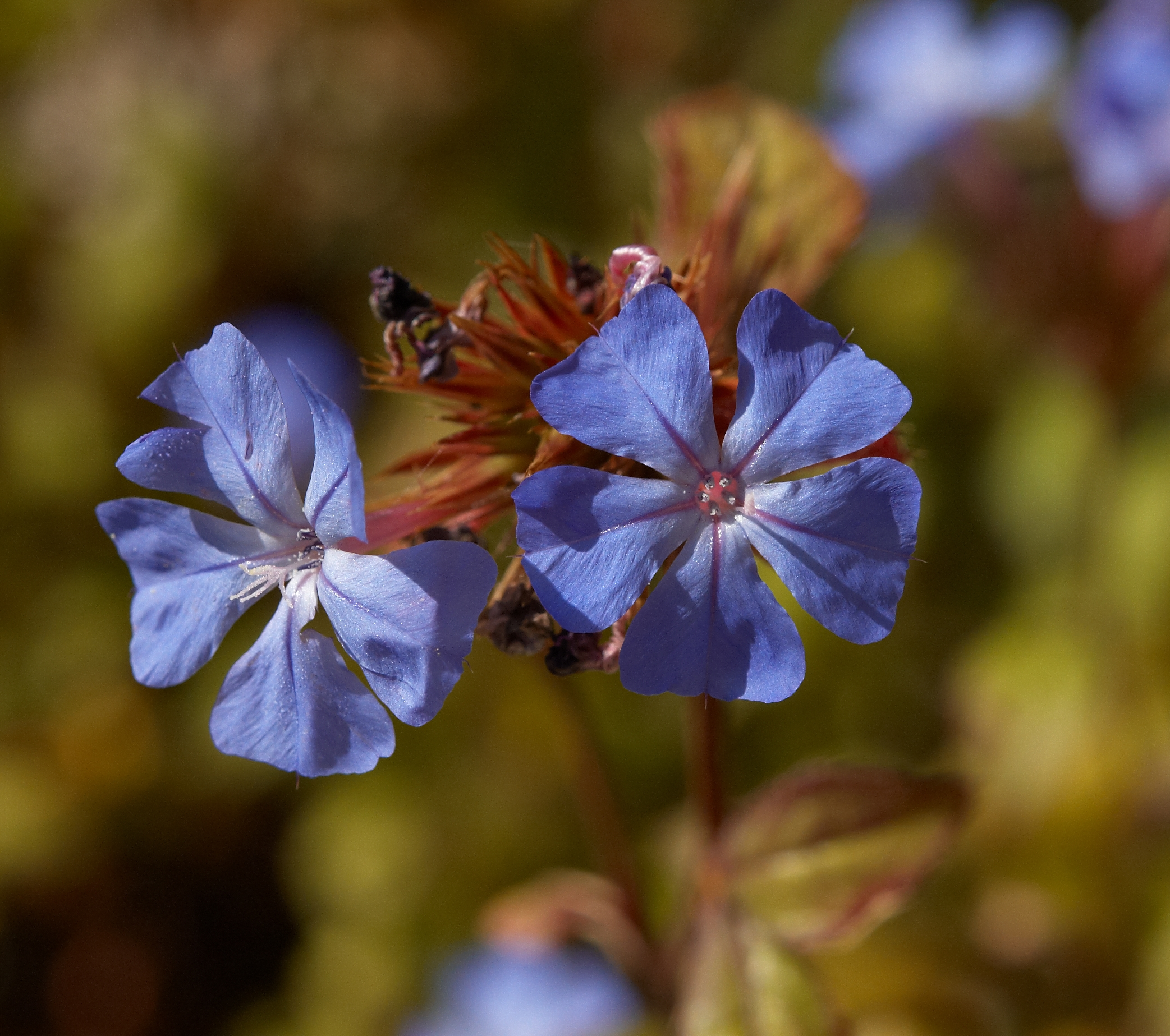
Ausschnitt eines Blütenstandes mit zwei Blüten von Ceratostigma willmottianum

Es werden Kapselfrüchte gebildet.

## Systematik und Verbreitung
Die Gattung Ceratostigma wurde 1833 durch Alexander von Bunge mit der Typusart Ceratostigma plumbaginoides Bunge in Enumeratio Plantarum, quas in China boreali collegit, Seite 55, 1831. Ein Synonym für Ceratostigma Bunge ist Valoradia Hochstetter. Die Gattung Ceratostigma gehört zur Unterfamilie Plumbaginoideae in der Familie Plumbaginaceae.
Die Areale liegen in Asien (sieben Arten) und Ostafrika (nur eine Art). Von den etwa acht Arten kommen fünf in China vor.
Es gibt etwa acht Arten in der Gattung Ceratostigma:
- Ceratostigma abyssinicum (Hochst.) Schwein. & Asch.: Sie ist in Ostafrika in Eritrea, Äthiopien, im Sudan in Somalia und in Kenia verbreitet.[2]
- Ceratostigma asperrimum Stapf ex Prain: Sie kommt in Myanmar vor.
- Ceratostigma griffithii C.B.Clarke: Sie gedeiht in Tibet in Höhenlagen von 2200 bis 2800 Metern und kommt auch in Bhutan vor.
- Ceratostigma minus Stapf ex Prain: Sie gedeiht in Höhenlagen von 1000 bis 4800 Metern in Tibet und in den chinesischen Provinzen Gansu, Sichuan sowie Yunnan.
- Kriechende Hornnarbe, Stauden-Bleiwurz, Chinesische Bleiwurz, Enzian-Bleiwurz (Ceratostigma plumbaginoides Bunge, Syn.: Plumbago larpentiae Lindl.): Sie kommt in den chinesischen Provinzen Peking, Henan, Jiangsu, Shanxi sowie Zhejiang vor und wird in Mitteleuropa als Zierpflanze verwendet (Blütezeit September bis Oktober).[3]
- Ceratostigma stapfianum Hosseus: Sie ist in Südasien verbreitet.
- Ceratostigma ulicinum Prain: Sie kommt in Nepal vor und gedeiht in Tibet in Höhenlagen von 3300 bis 4500 Metern.
- Ceratostigma willmottianum Stapf: Sie gedeiht in Höhenlagen von 700 bis 3500 Metern in Tibet und in den chinesischen Provinzen Gansu, Guizhou, Sichuan sowie Yunnan.

## Bilder
Ceratostigma plumbaginoides:

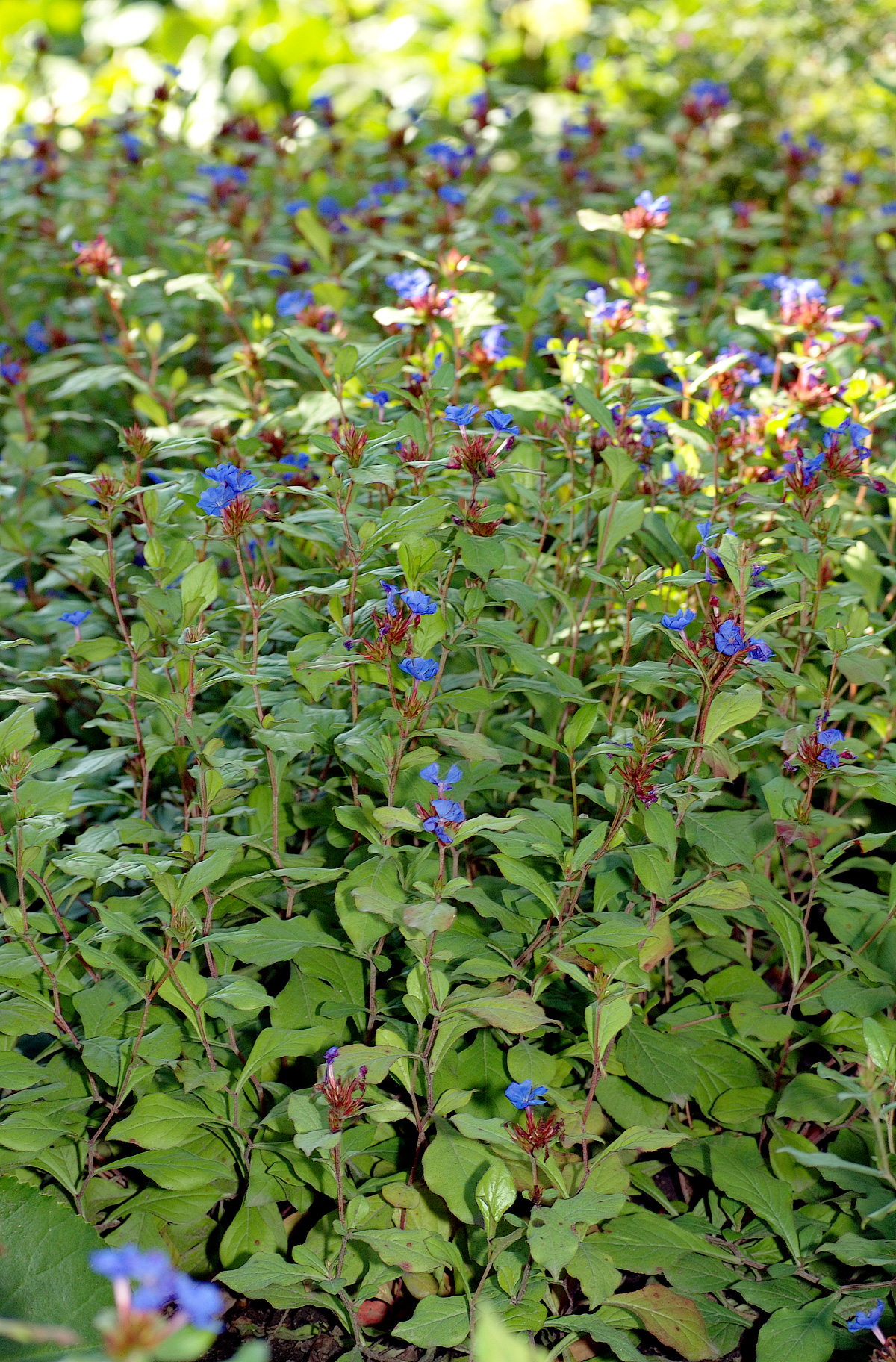
Pflanzen- bestand
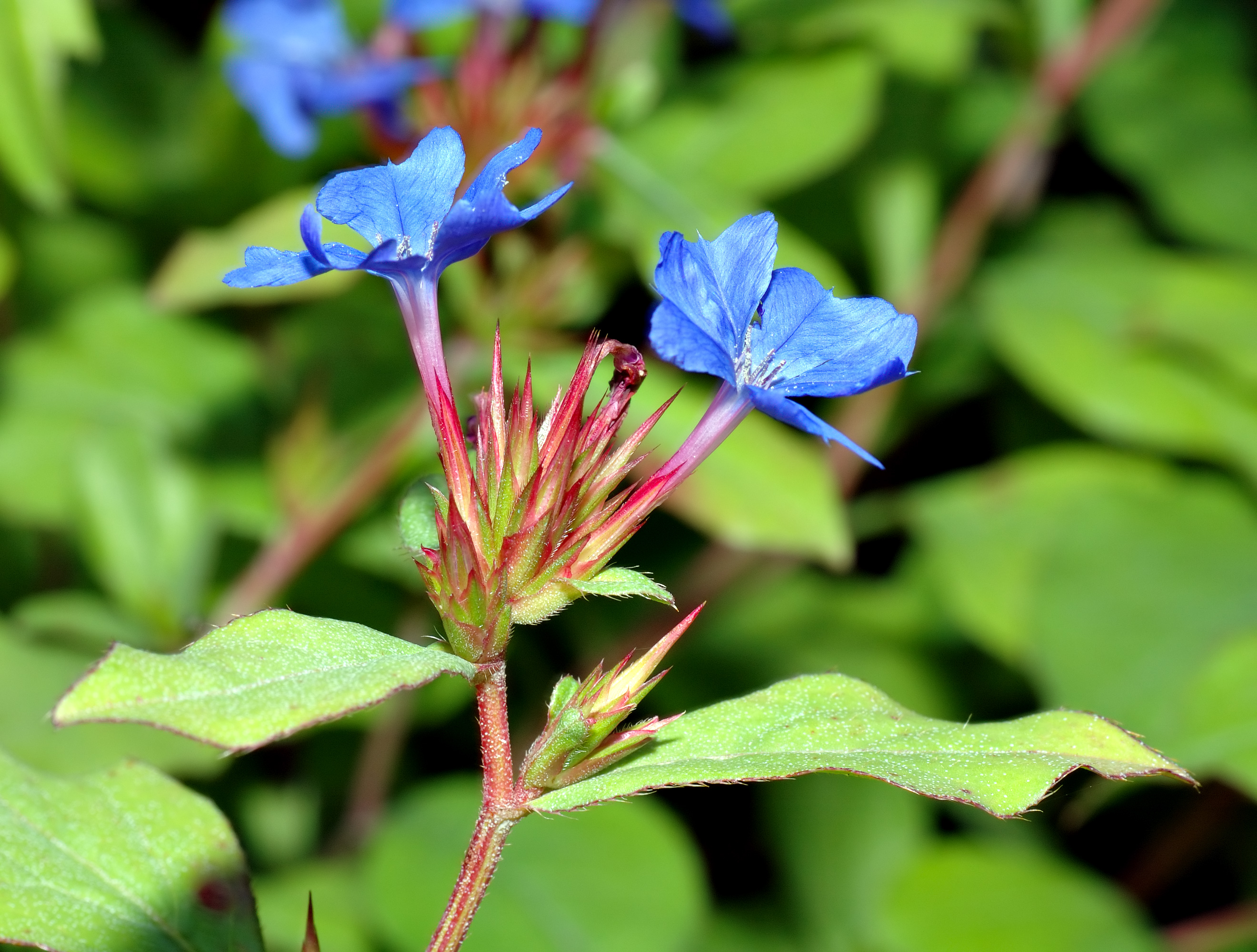
Blüten seitlich
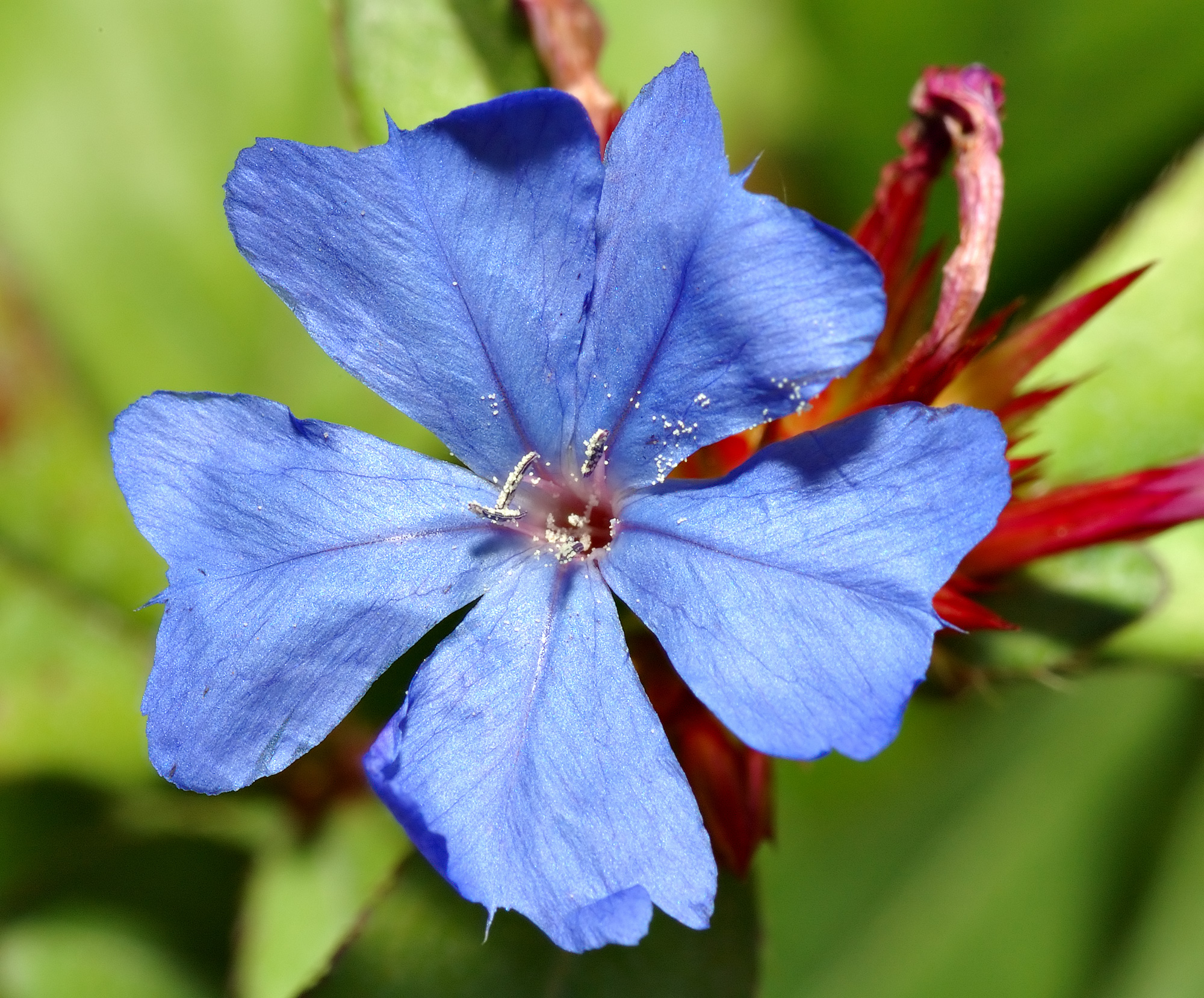
Blüte von oben